# ブラジル陸軍
ブラジル陸軍（ブラジルりくぐん、ポルトガル語: Exército Brasileiro）は、ブラジル連邦共和国の陸軍。ブラジル軍を構成する軍種のひとつ。

## 組織

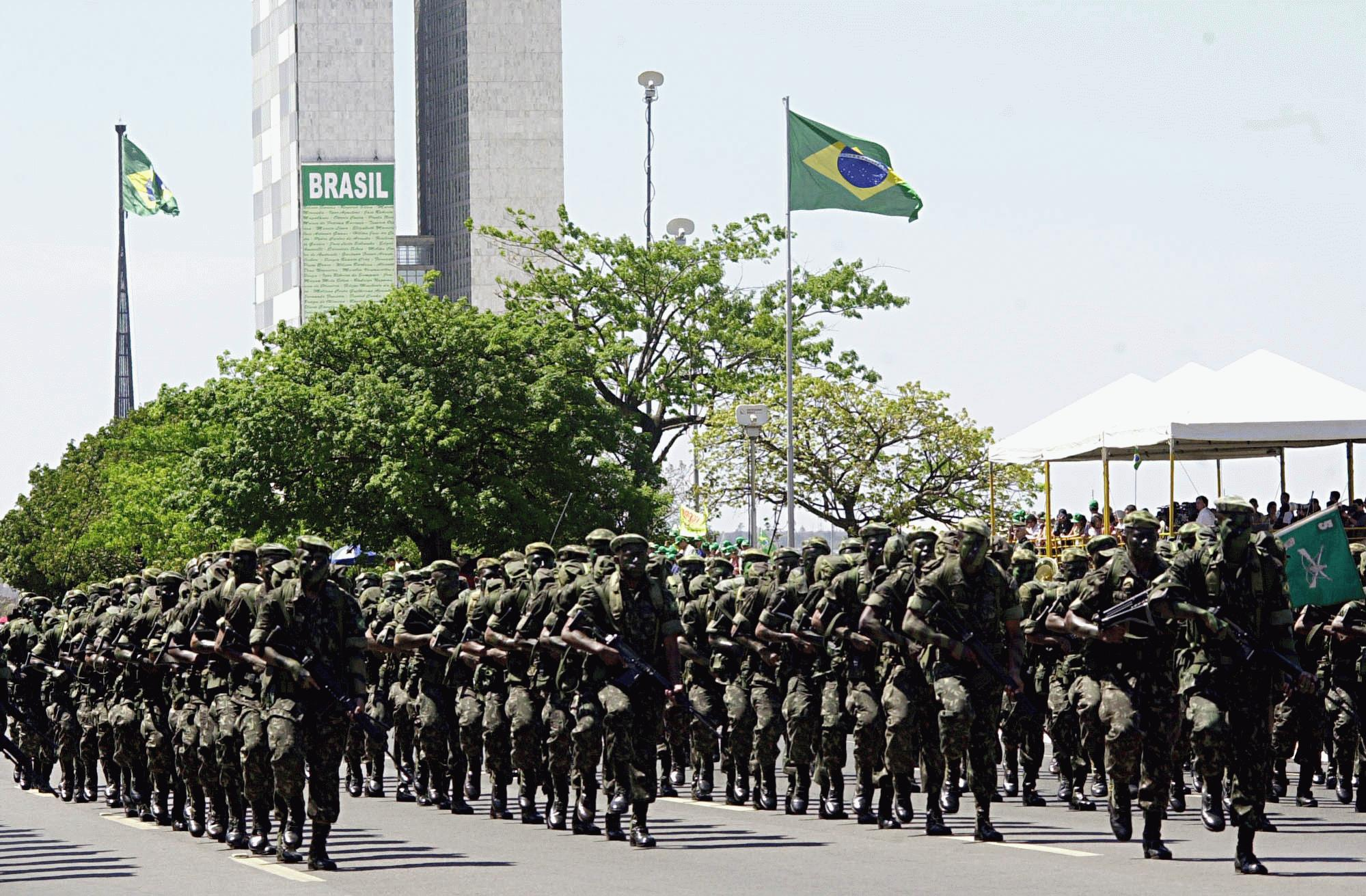
首都ブラジリアの独立記念日軍事パレードで行進するブラジル陸軍兵士（2003年）

2019年時点で現役兵235,000人が所属。
- 陸軍総司令部（Quartel-General do Exército）　所在地：ブラジリア
  - 陸軍参謀本部（Estado Maior do Exército）
  - 地上作戦司令部（Comando de Operações Terrestres）

- 人事総局（Departamento-Geral do Pessoal）
- 教育研究局（Departamento de Ensino e Pesquisa）
- 科学技術局（Departamento de Ciência e Tecnologia）
- 兵站局（Departamento Logístico）
- 建設監督局（Departamento de Engenharia e Construção）
- 経済財務機関（Secretaria de Economia e Finanças）

### 地域軍
司令官はプラナルト軍以外は陸軍大将、プラナルト軍は陸軍中将、参謀長は陸軍少将が充てられる。
- 東部軍　司令部：リオデジャネイロ、第1と第4軍管区内。
- 南東軍　司令部：サンパウロ、第2軍管区内。
- 南部軍　司令部：ポルト・アレグレ、第3と第5軍管区内。
- 北東軍　司令部：レシフェ、第6と第7と第10軍管区内。
- 北部軍　司令部：ベレン、第8軍管区内。2013年3月13日にアマゾン軍と分離の上新設された。
- 西部軍　司令部：カンポ・グランデ、第9軍管区内。
- プラナルト軍　司令部：ブラジリア、第11軍管区内。
- アマゾン軍　司令部：マナウス、第12軍管区内。

### 軍管区
軍管区司令官は陸軍中将または陸軍少将が充てられる。
- 第1軍管区　司令部はリオデジャネイロ市。リオデジャネイロ州、エスピリトサント州を管轄。
- 第2軍管区　司令部はサンパウロ市。サンパウロ州を管轄。
- 第3軍管区　司令部はポルト・アレグレ。リオグランデ・ド・スル州を管轄。
- 第4軍管区　司令部はベロオリゾンテ。ミナスジェライス州の他に鉱業三角地帯（Triângulo Mineiro）も含む地域を管轄。
- 第5軍管区　司令部はクリチバ。パラナ州、サンタカタリーナ州を管轄。
- 第6軍管区　司令部はサルヴァドール。バイーア州、セルジッペ州を管轄。
- 第7軍管区　司令部はレシフェ。リオグランデ・ド・ノルテ州、パライバ州、ペルナンブーコ州、アラゴアス州を管轄。
- 第8軍管区　司令部はベレン。パラー州、アマパー州、トカンティンス州にあるワンダーランジア（Wanderlândia）、ババソロンジア（Babaçulândia）、シャンビンア（Xambioá）地方を、マラニョン州のアサイワンジャ（Açailândia）、ジョアン・リズボア（João Lisboa）、イペンラトリエス（Imperatriz）、アマランテ（Amarante）、モンテ・アルトス（Montes Altos）、シティオ・ノヴォ（Sítio Novo）、ポルト・フランコ（Porto Franco）地方を管轄。
- 第9軍管区　司令部はカンポ・グランデ。マットグロッソ・ド・スル州、マットグロッソ州を管轄。
- 第10軍管区　司令部はフォルタレザ。セアラー州、ピアウイ州、マラニョン州（第8軍管区の管轄区域を除く）
- 第11軍管区　司令部はブラジリア。ブラジリア連邦直轄区、ゴイアス州、トカンティンス州（第8軍管区の管轄区域を除く）の他に鉱業三角地帯（Triângulo Mineiro）も含む地域を管轄。
- 第12軍管区　司令部はマナウス。アマゾナス州、アクレ州、ロライマ州、ロンドニア州を管轄。

### 教育機関
- アグリャス・ネグラス大学校（Academia Militar das Agulhas Negras）
- 士官改善学校（Escola de Aperfeiçoamento de Oficiais）
- 陸軍指揮幕僚学校（Escola de Comando e Estado-Maior do Exército）
- 工兵軍研究所（Instituto Militar de Engenharia）
- 陸軍管理学校（Escola de Administração do Exército）
- 陸軍衛生学校（Escola de Saúde do Exército）

## 装備品

### 車両

#### 戦車
- レオパルト1A1BE - 126輌
- レオパルト1A5 - 220輌
- M60A3 - 91輌

#### 装輪車
- EE-9カスカベル - 600輌
- EE-11ウルツ - 223輌
- VBTP-MR グアラニ - 280輌

#### 装軌車
- M113BR - 584輌
- M113A2 - 12輌
- M577A2 - 34輌
- M108AP - 72輌
- M109A3 - 40輌
- M109A5 - 100輌

### 火器

#### 小火器
- ブローニングM2重機関銃
- FN MAG
- バレットM82
- FN FAL
- FAMAS
- M4カービン
- H&K PSG-1
- ベレッタ M12
- コルト・ガバメント
- ベレッタM92
- トーラス PT92

#### 火砲
- M101 105mm榴弾砲 - 312門
- L118 105mm榴弾砲 - 36門
- オート・メラーラMod56 105mm榴弾砲 - 8門
- M114 155mm榴弾砲 - 92門
- 81mm迫撃砲 L16 - 20門
- M2 107mm迫撃砲  - 61門
- K6A3 120mm迫撃砲 - 77門
- COMMANDⅤ 60mm迫撃砲、M949 AGR - 922門
- GDF 001 35mm機関砲 - 134門
- L60 L70 - 12門
- ALAC、AT4 (携行対戦車弾) - 540基
- M40 106mm無反動砲 - 163門
- カールグスタフ (無反動砲) - 127門

### ロケット
- Astros II - 20基
- SBAT-70 - 20基

### 誘導弾
- ERYX - 18基
- ミラン - 12基
- ローランド - 4基
- MSS-1.2 - ？基
- SA-18 - 112基

### 航空機
- AS532 - 8機
- AS550 - 19機
- AS 365 - 32機
- AS350 - 16機
- シコルスキー S-70 - 4機

### 装具
- PASGT
- インターセプターボディアーマー

## 階級
| 士官               |                                              |       |
| 陸軍元帥           | Marechal                                     | OF-10 |
| 陸軍大将           | General-de-exército                          | OF-9  |
| 陸軍中将           | General-de-divisão                           | OF-8  |
| 陸軍少将           | General-de-brigada                           | OF-7  |
| 陸軍大佐           | Coronel                                      | OF-5  |
| 陸軍中佐           | Tenente-coronel                              | OF-4  |
| 陸軍少佐           | Major                                        | OF-3  |
| 陸軍大尉           | Capitão                                      | OF-2  |
| 陸軍中尉           | Primeiro-tenente                             | OF-1A |
| 陸軍少尉           | Segundo-tenente                              | OF-1B |
| 陸軍士官候補生     | Aspirante-a-oficial                          | OF-D  |
| 下士官             |                                              |       |
| 陸軍准尉           | Subtenente                                   | OR-9  |
| 1等軍曹            | 1ºSargento                                   | OR-7  |
| 2等軍曹            | 2ºSargento                                   | OR-6  |
| 3等軍曹            | 3ºSargento                                   | OR-5  |
| 兵卒               |                                              |       |
| 伍長 /上等特技兵   | Cabo /Taifeiro-Mor                           | OR-3  |
| (1等)兵 /1等特技兵 | Soldado (de 1° Classe) /Taifeiro de 1ºClasse | OR-2  |
| (2等)兵 /2等特技兵 | Soldado (de 2° Classe) /Taifeiro de 2ºClasse | OR-1  |

## 兵科
- 戦闘 
  - 歩兵科(Infantaria)
  - 騎兵科(Cavalaria)
  - 砲兵科(Artilharia)
  - 工兵科(Engenharia)
  - 通信科(Comunicações)
- 補助 
  - 需品科（Material Bélico）
  - 法務士官（Quadro Complementar de Oficiais）
  - 補助士官（Quadro Auxiliar de Oficiais）
  - 軍事工学科（Engenharia Militar）
- 役務 
  - 主計科
  - 衛生科
  - 陸軍宗教科（Assistência Religiosa do Exército）